# Carl Johan Lindencrona
Carl Johan Lindencrona, född den 5 januari 1822 i Gränna, död den 9 maj 1895 i Kristianstad, var en svensk jurist. Han var son till Ulrik Gustaf Lindencrona och dotterson till Erik Gustaf Boije.
Lindencrona blev student vid Lunds universitet 1840 och avlade examen till rättegångsverken där 1849. Han blev auskultant i Hovrätten över Skåne och Blekinge samma år, vice häradshövding 1854, tillförordnad advokatfiskal 1857, konstituerad fiskal 1859 och assessor 1861. Lindencrona var hovrättsråd i samma hovrätt 1878–1891. Han blev riddare av Nordstjärneorden 1878.